# Simbabwische Cricket-Nationalmannschaft in Bangladesch in der Saison 2004/05
Die Tour der simbabwischen Cricket-Nationalmannschaft nach Bangladesch in der Saison 2004/05 fand vom 6. bis zum 31. Januar 2005 statt. Die internationale Cricket-Tour war Bestandteil der Internationalen Cricket-Saison 2004/05 und umfasste zwei Tests und fünf ODIs. Bangladesch gewann die Test-Serie 1–0 und die ODI-Serie 3–2.

## Vorgeschichte
Bangladesch spielte zuvor eine Tour gegen Indien, Simbabwe gegen England.
Das letzte Aufeinandertreffen der beiden Mannschaften bei einer Tour fand in der Saison 2003/04 in Simbabwe statt.

## Stadien
Die folgenden Stadien wurden für die Tour als Austragungsort vorgesehen und am 27. Dezember 2004 bekanntgegeben.
| Stadion                      | Stadt      | Kapazität | Spiele                   |
| ---------------------------- | ---------- | --------- | ------------------------ |
| M. A. Aziz Stadium           | Chittagong | 30.000    | 1. Test; 2. & 3. ODI     |
| Bangabandhu National Stadium | Dhaka      | 36.000    | 2. Test; 1., 4. & 5. ODI |

## Kaderlisten
Simbabwe benannte seinen Kader am 8. Dezember 2004.
Bangladesch benannte seinen Kader am 2. Januar 2005.
| Test | Test | ODI | ODI |
| Bangladesch | Simbabwe | Bangladesch | Simbabwe |
| --- | --- | --- | --- |
| - Habibul Bashar (K) - Aftab Ahmed - Enamul Haque - Javed Omar - Khaled Mashud (wk) - Mashrafe Mortaza - Mohammad Ashraful - Mohammad Rafique - Nafees Iqbal - Rajin Saleh - Tapash Baisya | - Tatenda Taibu (K & wk) - Elton Chigumbura - Graeme Cremer - Dion Ebrahim - Douglas Hondo - Hamilton Masakadza - Stuart Matsikenyeri - Chris Mpofu - Mluleki Nkala - Tinashe Panyangara - Barney Rogers - Vusi Sibanda - Brendan Taylor | - Habibul Bashar (K) - Abdur Razzak - Aftab Ahmed - Alok Kapali - Enamul Haque - Khaled Mahmud - Khaled Mashud (wk) - Manjural Islam - Mashrafe Mortaza - Mohammad Ashraful - Mohammad Rafique - Nafees Iqbal - Nazmul Hossain - Rajin Saleh - Tapash Baisya | - Tatenda Taibu (K & wk) - Elton Chigumbura - Dion Ebrahim - Douglas Hondo - Hamilton Masakadza - Stuart Matsikenyeri - Chris Mpofu - Mluleki Nkala - Tinashe Panyangara - Barney Rogers - Vusi Sibanda - Brendan Taylor - Prosper Utseya |

## Tour Matches
| 1. – 3. Januar Scorecard | Chittagong | Bangladesh Cricket Board XI 316-7d (80) & 197-7 (63) | – | Zimbabweans 522-3d (127) |
|                          |            | Remis                                                |   |                          |

## Tests

### Erster Test in Chittagong
| 6. – 10. Januar Scorecard | Chittagong (MAS) | Bangladesch 488 (149.3) & 204-9d (51.1) | – | Simbabwe 312 (131.4) & 154 (64.2) |
|                           |                  | Bangladesch gewinnt mit 226 Runs        |   |                                   |

### Zweiter Test in Dhaka
| 14. – 18. Januar Scorecard | Dhaka (BNS) | Simbabwe 298 (118) & 286 (103) | – | Bangladesch 211 (78.4) & 285-5 (142) |
|                            |             | Remis                          |   |                                      |

## One-Day Internationals

### Erstes ODI in Dhaka
| 20. Januar Scorecard | Dhaka (BNS) | Simbabwe 251-8 (50)          | – | Bangladesch 229 (48.1) |
|                      |             | Simbabwe gewinnt mit 22 Runs |   |                        |

### Zweites ODI in Chittagong
| 24. Januar Scorecard | Chittagong (MAS) | Simbabwe 237-5 (50)          | – | Bangladesch 206 (47.1) |
|                      |                  | Simbabwe gewinnt mit 31 Runs |   |                        |

### Drittes ODI in Chittagong
| 26. Januar Scorecard | Chittagong (MAS) | Bangladesch 244-9 (50)          | – | Simbabwe 204 (47.5) |
|                      |                  | Bangladesch gewinnt mit 40 Runs |   |                     |

### Viertes ODI in Dhaka
| 29. Januar Scorecard | Dhaka (BNS) | Bangladesch 247-9 (50)          | – | Simbabwe 189 (47.2) |
|                      |             | Bangladesch gewinnt mit 58 Runs |   |                     |

### Fünftes ODI in Dhaka
| 31. Januar Scorecard | Dhaka (BNS) | Simbabwe 198 (49)                 | – | Bangladesch 202-2 (33) |
|                      |             | Bangladesch gewinnt mit 8 Wickets |   |                        |

## Statistiken
Die folgenden Cricketstatistiken wurden bei dieser Tour erzielt.
| Tests            | Tests       | Tests   | Tests   | Tests   | Tests   | Tests   | Tests   | Tests   |
| Batting          | Batting     | Batting | Batting | Batting | Batting | Batting | Batting | Batting |
| Spieler          | Mannschaft  | Spiele  | Innings | Runs    | Average | HS      | 100s    | 50s     |
| ---------------- | ----------- | ------- | ------- | ------- | ------- | ------- | ------- | ------- |
| Tatenda Taibu    | Simbabwe    | 2       | 4       | 330     | 110,00  | 153     | 1       | 2       |
| Nafees Iqbal     | Bangladesch | 2       | 4       | 205     | 51,25   | 121     | 1       | 1       |
| Rajin Saleh      | Bangladesch | 2       | 4       | 195     | 65,00   | 89      | 0       | 2       |
| Brendan Taylor   | Simbabwe    | 2       | 4       | 163     | 40,75   | 78      | 0       | 1       |
| Habibul Bashar   | Bangladesch | 2       | 4       | 161     | 40,25   | 94      | 0       | 2       |
| Bowling          |             |         |         |         |         |         |         |         |
| Spieler          | Mannschaft  | Spiele  | Overs   | Wickets | Average | BBI     | 5W      | 10W     |
| Enamul Haque     | Bangladesch | 2       | 121.2   | 18      | 16,66   | 7/95    | 3       | 1       |
| Mashrafe Mortaza | Bangladesch | 2       | 90.4    | 9       | 24,88   | 3/51    | 0       | 0       |
| Douglas Hondo    | Simbabwe    | 2       | 87      | 9       | 25,22   | 6/59    | 1       | 0       |
| Graeme Cremer    | Simbabwe    | 2       | 63.1    | 6       | 29,83   | 2/32    | 0       | 0       |
| Elton Chigumbura | Simbabwe    | 2       | 72.1    | 6       | 32,66   | 5/54    | 1       | 0       |
| Mohammad Rafique | Bangladesch | 2       | 118.4   | 6       | 36,83   | 5/65    | 1       | 0       |

| ODIs               | ODIs        | ODIs    | ODIs    | ODIs    | ODIs    | ODIs    | ODIs    | ODIs    |
| Batting            | Batting     | Batting | Batting | Batting | Batting | Batting | Batting | Batting |
| Spieler            | Mannschaft  | Spiele  | Innings | Runs    | Average | HS      | 100s    | 50s     |
| ------------------ | ----------- | ------- | ------- | ------- | ------- | ------- | ------- | ------- |
| Barney Rogers      | Simbabwe    | 5       | 5       | 251     | 50,20   | 84      | 0       | 3       |
| Aftab Ahmed        | Bangladesch | 5       | 5       | 179     | 44,75   | 81*     | 0       | 1       |
| Tatenda Taibu      | Simbabwe    | 5       | 5       | 169     | 42,25   | 64*     | 0       | 1       |
| Habibul Bashar     | Bangladesch | 5       | 5       | 159     | 39,75   | 44      | 0       | 0       |
| Nafees Iqbal       | Bangladesch | 5       | 5       | 159     | 31,80   | 58      | 0       | 2       |
| Bowling            |             |         |         |         |         |         |         |         |
| Spieler            | Mannschaft  | Spiele  | Overs   | Wickets | Average | BBI     | 5W      | 10W     |
| Manjural Islam     | Bangladesch | 4       | 39      | 9       | 15,22   | 4/34    | 0       | 0       |
| Tinashe Panyangara | Simbabwe    | 5       | 40.1    | 7       | 28,14   | 2/31    | 0       | 0       |
| Mohammad Rafique   | Bangladesch | 2       | 20      | 6       | 11,16   | 4/33    | 0       | 0       |
| Nazmul Hossain     | Bangladesch | 4       | 31      | 6       | 24,66   | 2/34    | 0       | 0       |
| Douglas Hondo      | Simbabwe    | 4       | 31      | 6       | 25,00   | 3/36    | 0       | 0       |
| Chris Mpofu        | Simbabwe    | 5       | 31.1    | 6       | 25,50   | 2/19    | 0       | 0       |
| Prosper Utseya     | Simbabwe    | 5       | 49      | 6       | 28,66   | 2/33    | 0       | 0       |

## Player of the Series
Als Player of the Series wurden die folgenden Spieler ausgezeichnet.
| Serie | Player of the Series |
| ----- | -------------------- |
| Test  | Enamul Haque         |
| ODI   | Barney Rogers        |

### Player of the Match
Als Player of the Match wurden die folgenden Spieler ausgezeichnet.
| Spiel   | Player of the Match |
| ------- | ------------------- |
| 1. Test | Enamul Haque        |
| 2. Test | Tatenda Taibu       |
| 1. ODI  | Douglas Hondo       |
| 2. ODI  | Barney Rogers       |
| 3. ODI  | Manjural Islam      |
| 4. ODI  | Manjural Islam      |
| 5. ODI  | Mohammad Rafique    |